# 只是朋友啊朋友
《只是朋友啊朋友》（皇家轉寫：Kae Peuuan Khrap Peuuan），為泰國GMM 25與WeTV於2021年10月29日起播出的愛情電視劇，改編自afterday的原作小說，由Ohm及Nanon主演。
此劇由GMMTV製作，在2020年12月GMMTV的「The New Decade Begins」活動上公開先導預告片。其後，此劇於2021年10月在GMM 25電視台及WeTV首播，2022年1月終映。此外，Dreamscape Entertainment于2021年6月28日宣布此剧也是菲律宾广播电视台ABS-CBN收购的五部最新的GMMTV电视连续剧之一，剧集将会与泰国同步播出，可通过旗下平台iWantTFC点播观看。此外，此剧也被日本朝日电视台和au收购，并将在日本首次在流媒体平台Telasa上发布。预计2021年11月首播。

## 劇情簡介
從很小的時候開始，Pran的媽媽和Pat的爸爸就是競爭對手，他們試圖在所有事情上互相對峙，這種競爭也延伸到他們的兒子身上。他們會比較自己兒子的成績和優點、學業及課外活動，兩方家長在對方面前不遺餘力地爭持。這種競爭作為傳家之寶流傳下來，結果令兩個男孩也成為了對手，直到他們厭倦了之後，兩人成為了很好的朋友。
然而，由於他們家庭的鬥爭，他們不得不秘密發展友誼。然後，一段甜蜜的秘密浪漫愛情在兩人之間開始了。

## 演員陣容
註：括號內的演員姓名為小名。

### 主要人物
- 帕瓦·吉沙晚迪（Ohm）飾演 Pat

大學一年級生，工程學會的主席，Pa的哥哥。在Pa 12歲騎著自行車掉下水後，他和Pran的仇恨之牆開始破裂，那件事改變了他們的關係。雖然表面上看起來像競爭對手，但在內心深處，他們很愛護對方。
- 格拉帕·格潘（Nanon）飾演 Pran

大學一年級生，建築學會的主席，由於兩個團體長期以來一直對立，導致他們再次鬥爭起來。

### Pat和Pran的朋友
- 帕恩莎·沃斯拜茵（Milk）飾演 Ink

Pat高中的暗恋对象，Pa的女朋友，高中时期已经开始关注Pa，于第10集在Pa的告白下坦诚自己也喜欢她
- 吉塔拉番·坡提維赫（Jimmy）飾演 Wai

Pran的朋友，喜欢Pa
- 納塔里·瓦拉功勒希（Marc）飾演 Louis

Pran的朋友。
- 德雷克·萊德克（Drake）飾演 Korn

Pat的朋友。
- 提帕功·宽本（Prom）飾演 Mo

Pat的朋友。
- 他空·普隆萨缇坤（Lotte）飾演 Safe

Pran的朋友。
- 帕金·库纳-阿努维特（Mark）飾演 Chang

Pat的朋友。
- 纳塔猜·布恩普拉瑟（Dunk）客串

Pat和Pran的朋友。

### Pat和Pran的家人
- 帕兰妮·琳帕缇雅空（Love）飾演 Pa

Pat的妹妹。小时候溺水被Pran救起。因此當她發現哥哥和Pran在進入大學再次對峙之後，她發出了最後通牒，禁止Pat傷害Pran。第10集和Ink告白后成为其女友
- 里奥·普特

Pat的爸爸。
- 帕塔玛万·尼咏

Pat的媽媽。
- 帕辛·鲁昂乌特（Arawat）

Pran的爸爸。
- 帕拉迪·尤帕薩克（Pie）

Pran的媽媽。

## 劇集原聲帶
| 歌名                                  | 歌手           | 來源   |
| ------------------------------------- | -------------- | ------ |
| เพลงที่เพิ่งเขียนจบ（Our Song）            | 格拉帕·格潘    | [ 10 ] |
| แค่เพื่อนมั้ง（Just Friend?）              | 格拉帕·格潘    | [ 11 ] |
| จะไม่บอกใครละกันว่าเธอชอบฉันก่อน（Secret） | Kacha Nontanun | [ 12 ] |

## 劇集迴響
此剧在泰国在线播放平台WeTV为第二受欢迎的剧集，仅次于《斛珠夫人》。关注度方面，#BadBuddySeriesEP1的推特话题标签在泰国、印度尼西亚登上榜首，菲律宾及新加坡则分别位居第二及第六。而#BadBuddySeriesEP7的推特话题标签在泰国、马来西亚、菲律宾、越南、巴西、印度尼西亚、新加坡推特登上热搜。

### 泰國電視收視率
- 收視最低的集數以藍色表示，收視最高的集數以紅色表示，而空格則表示該集的收視沒有相關數據。

| 集數 No.   | 播放日期       | 播放時段 (UTC+07:00) | 平均收視率 | 來源   |
| ---------- | -------------- | -------------------- | ---------- | ------ |
| 1          | 2021年10月29日 | 星期五 20:30         | 0.131      | [ 16 ] |
| 2          | 2021年11月5日  | 星期五 20:30         | 0.112      | [ 17 ] |
| 3          | 2021年11月12日 | 星期五 20:30         | 0.131      | [ 18 ] |
| 4          | 2021年11月19日 | 星期五 20:30         | 0.058      | [ 19 ] |
| 5          | 2021年11月26日 | 星期五 20:30         | 0.150      | [ 20 ] |
| 6          | 2021年12月3日  | 星期五 20:30         | 0.072      | [ 21 ] |
| 7          | 2021年12月10日 | 星期五 20:30         | 0.062      | [ 22 ] |
| 8          | 2021年12月17日 | 星期五 20:30         | 0.088      | [ 23 ] |
| 9          | 2021年12月24日 | 星期五 20:30         | 0.158      | [ 24 ] |
| 10         | 2022年1月7日   | 星期五 20:30         | 0.1        |        |
| 11         | 2022年1月14日  | 星期五 20:30         | 0.2        |        |
| 12         | 2022年1月21日  | 星期五 20:30         | 0.165      | [ 25 ] |
| 平均收視率 | 平均收視率     | 平均收視率           | 0.119      | 1      |

^1  基於每集的平均觀眾份額。

## 外部連結
- GMM25官方網站 （页面存档备份，存于）（泰文）
- GMMTV官方網站（泰文）
- YouTube上的《只是朋友啊朋友》播放列表
- MyDramaList劇集介紹及劇評 （页面存档备份，存于）（英文）
- 豆瓣电影上《只是朋友啊朋友》的資料 （简体中文）